# Monastère de Ghalia
Le monastère de Ghalia (géorgien : ღალია, Ğalia ; grec moderne : Γιαλιά) est un monastère orthodoxe géorgien médiéval en ruines situé dans le village de Ghalia, district de Paphos, au nord-ouest de Chypre. Le monastère est dédié à la Vierge Marie (La Vierge Marie dorée de Gialia ; grec : Ιερά Μονή Παναγίας Χρυσογιαλιώτισσας, Panagia Chrysogialiotissa).

## Localisation
Situées dans une forêt à environ 5 km de la côte ouest de Chypre, près de la petite ville de Pólis Chrysochoús, dans le district de Paphos. Le site est localisé dans la forêt, à 5 km de Paphos.
Les ruines ont été identifiées en 1981, par l'érudit géorgien Wachtang Djobadze de l'Université d'État de Californie sur la base de récits géorgiens médiévaux,. Ce n’est cependant qu’en 2006 qu’une recherche archéologique systématique a suivi, après que les gouvernements géorgien et chypriote aient convenu d’enquêter conjointement sur les ruines,.

## Histoire
Il a été prouvé par les fouilles archéologiques effectuées en 2008 que le monastère a été  construit à la fin du Xe siècle, plus précisément dans les années 960-970, par le roi géorgien David III Kuropalates, unificateur de la Géorgie médiévale. Les sources évoquent le lieu sous le nom de Ghalia ou monastère de Zhalia et le site comportait dès cette époque des Géorgiens. À la fin du Xe siècle ou au début du XIe siècle une crypte est bâtie, dont le toit en bois est remplacé après un incendie par une voûte un siècle plus tard.
Des rénovations avaient été effectuées sous le règne de David IV Aghmashenebeli (1089-1125). Le monastère est certainement attesté au XIIIe siècle, lorsqu'il fut rénové à la demande de la reine Tamar de Géorgie (1184-1213), après une destruction. Le complexe est endommagé lors du tremblement de terre du 11 mai 1222 qui détruit Paphos, l'église perd alors son dôme.
L'édifice est à nouveau restauré à la fin du XIIIe siècle-début du XIVe siècle. Un porche est construit, et des inscriptions conservent le nom de moines.
Des sources géorgiennes anciennes rapportent qu'il appartenait aux Géorgiens jusqu'au XIVe siècle mais il disparaît des sources après ce siècle, et des tombes et d'autres objets découverts indiquent qu'il a été utilisé entre le XIVe siècle et le XVIe siècle. Un cimetière est en effet construit dans la cour du monastère au XIVe siècle.

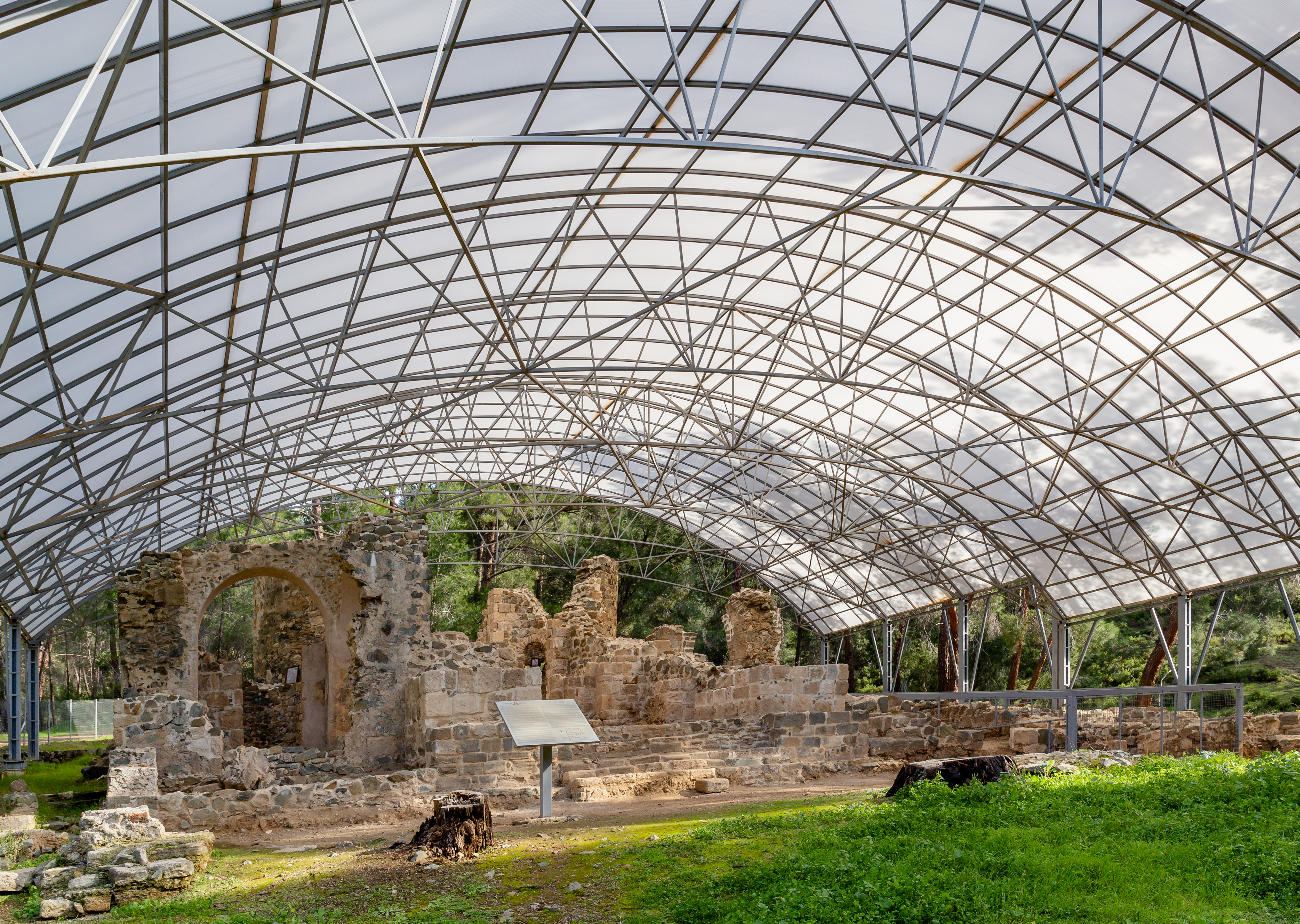
Les ruines protégées par un toît.

Il aurait été pillé et détruit au XVIe siècle, à la suite de la conquête ottomane de l'île en 1571. Il semble avoir été utilisé jusqu'en 1935, jusqu'à sa destruction finale par un tremblement de terre en 1953 (en).
Des recherches sont entreprises sous la direction de Iulon Gagashidre : une campagne de quatre semaines permet de dégager le complexe sur 500 m2.

## Description
Deux structures principales ont été identifiées : l'ancienne église de la Vierge et l'église postérieure de Saint-Georges, datant probablement des XIe siècle et XIIe siècle respectivement. L'église dédiée à la Vierge comportait trois absides et est datable du Xe siècle. La chapelle de Saint-Georges, située au nord de l'église, est datée de la fin du XIe siècle-début XIIe siècle. L'édifice possédait des sols en marbre. Le plan de l'édifice est typique de Géorgie alors que le mode de construction est chypriote.
L'église de la Vierge était entièrement peinte, peintures réalisées dans la seconde moitié du XIe siècle. Dans la première moitié du XIIe siècle, les peintures sont restaurées et des œuvres recouvrent l'église Saint Georges. Les archéologues supposent que ces travaux ont été réalisés par des artistes chypriotes suivant une tradition byzantine . 
Les fouilles ont livré des vestiges de peintures murales et d'inscriptions géorgiennes des XIIIe siècle et XIVe siècle, ainsi que des artefacts nombreux, conservés au musée archéologique de Polis : des éléments d'architecture, 35 monnaies dont six monnaies d'argent byzantines et d'autres datées de la période où l'île appartient aux Lusignan, une croix en laiton et de la céramique, locale mais aussi en provenance du continent. Ces découvertes sont datables entre le XIIIe siècle et le XVIe siècle. Le produit des fouilles est analogue à celui des autres monastères chypriotes fouillés, hormis les inscriptions géorgiennes. Du verre d'importation a été retrouvé. Une inscription en géorgien a été découverte. Les fouilles ont permis d'identifier la chapelle par la présence d'une représentation équestre de Saint Georges sur le mur.

## Galerie

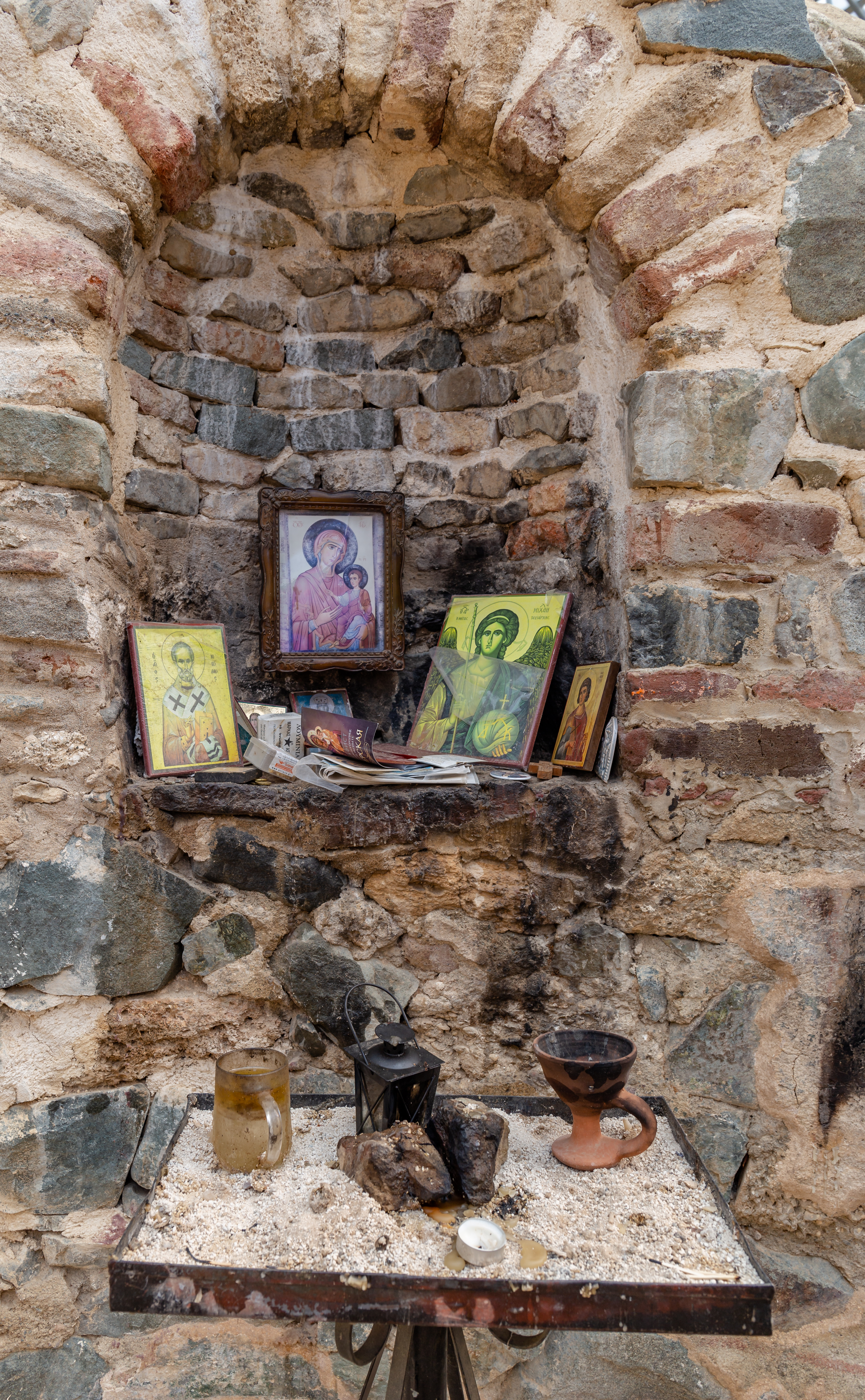
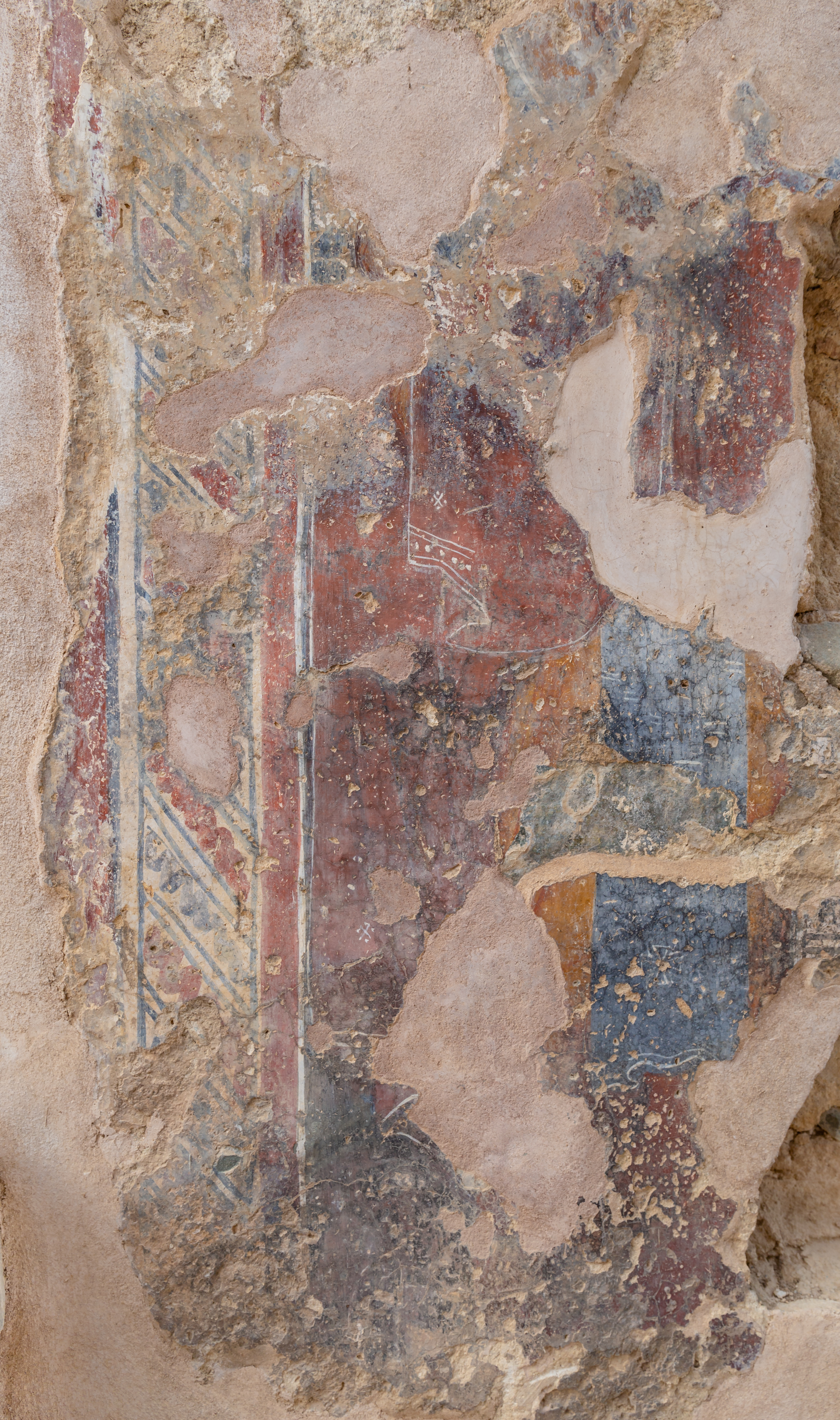
Fragments peints
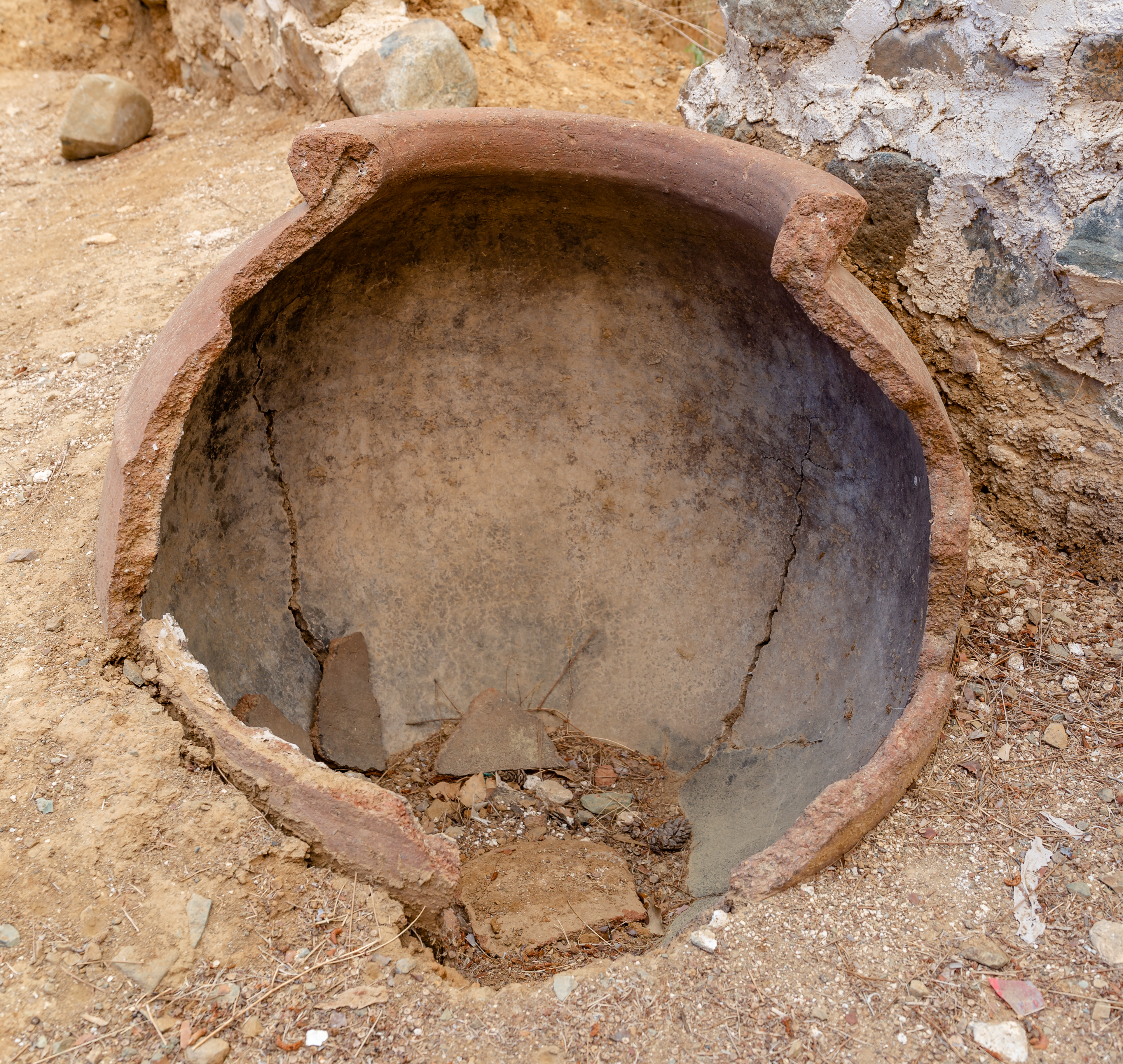
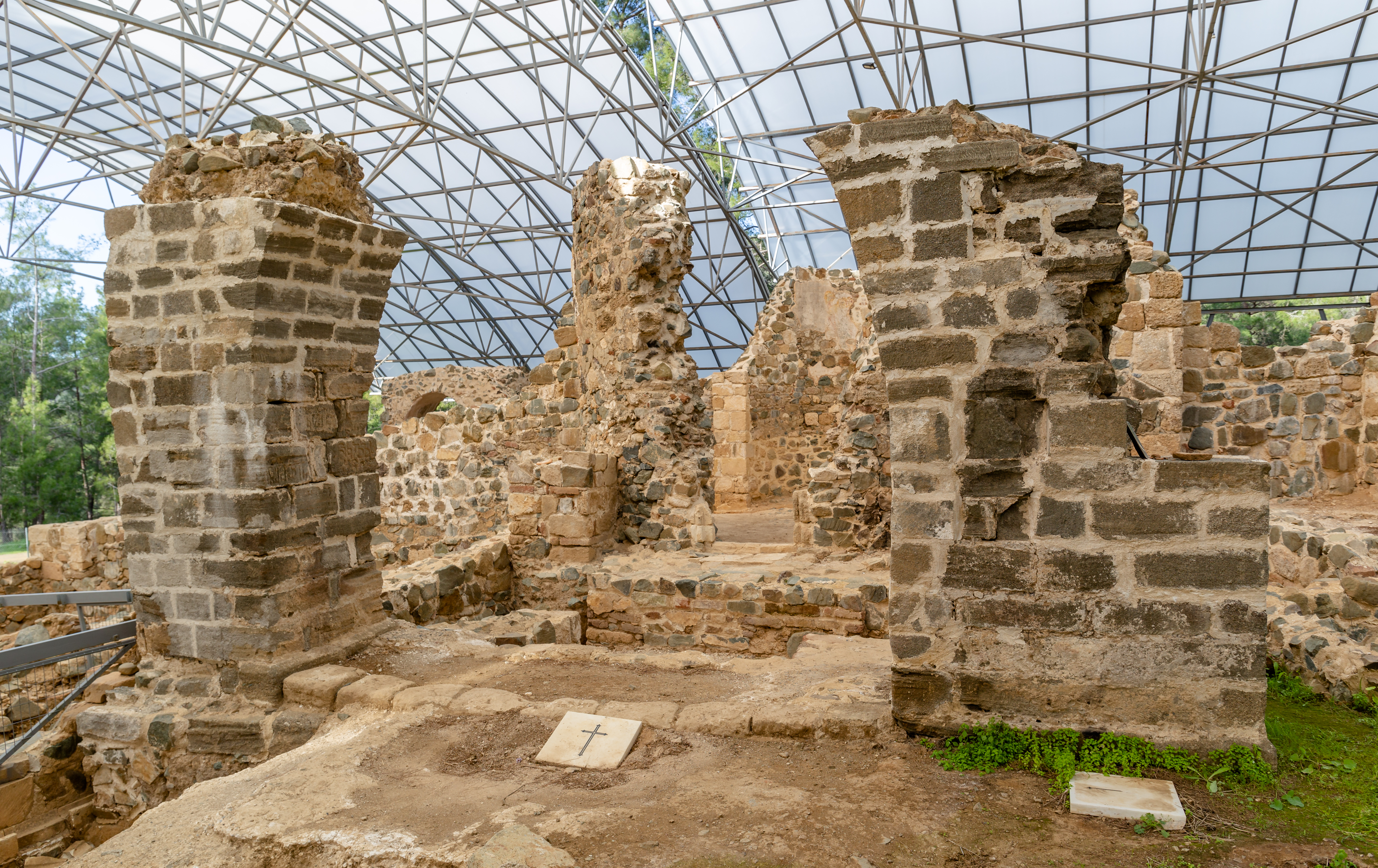
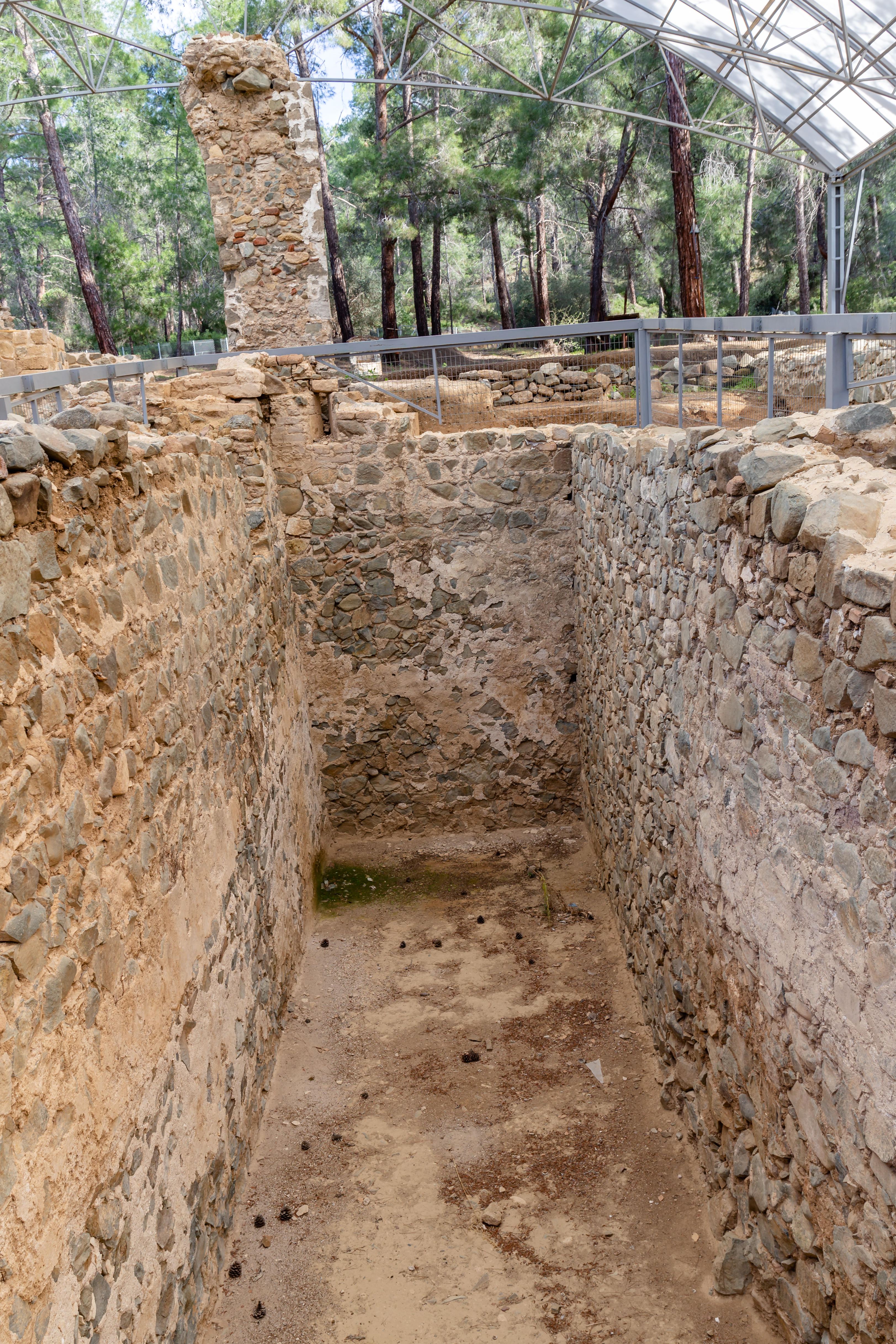
Citerne